# Pomocný biskup

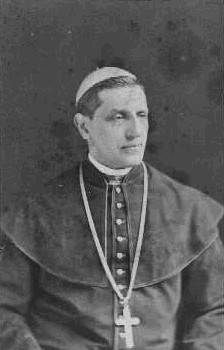
Mons. Karel František Průcha, pomocný biskup pražské arcidiecéze v letech 1871–1883

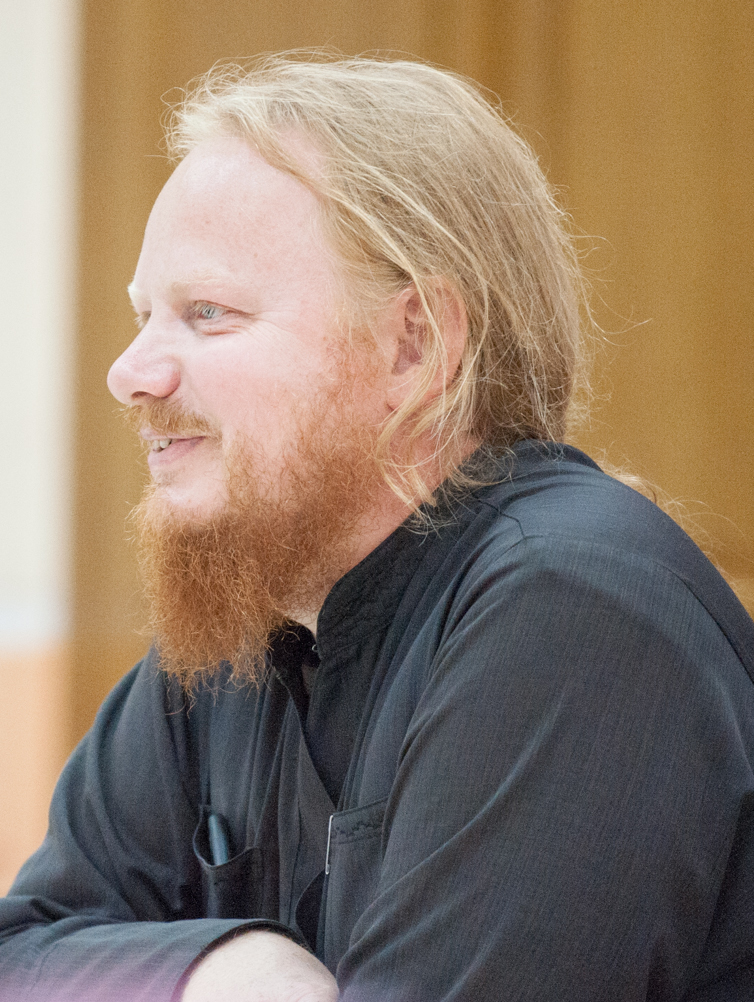
Iona (Čerepanov), vikář kyjevské eparchie

Pomocný biskup (též světící biskup, auxiliární biskup, auxiliář či latinsky auxiliarius, biskup vikář) je v pravoslaví, římskokatolické a východních katolických církvích biskup, který je přidělen k diecézi jakožto pomocník sídelního (diecézního) biskupa.

## Charakteristika

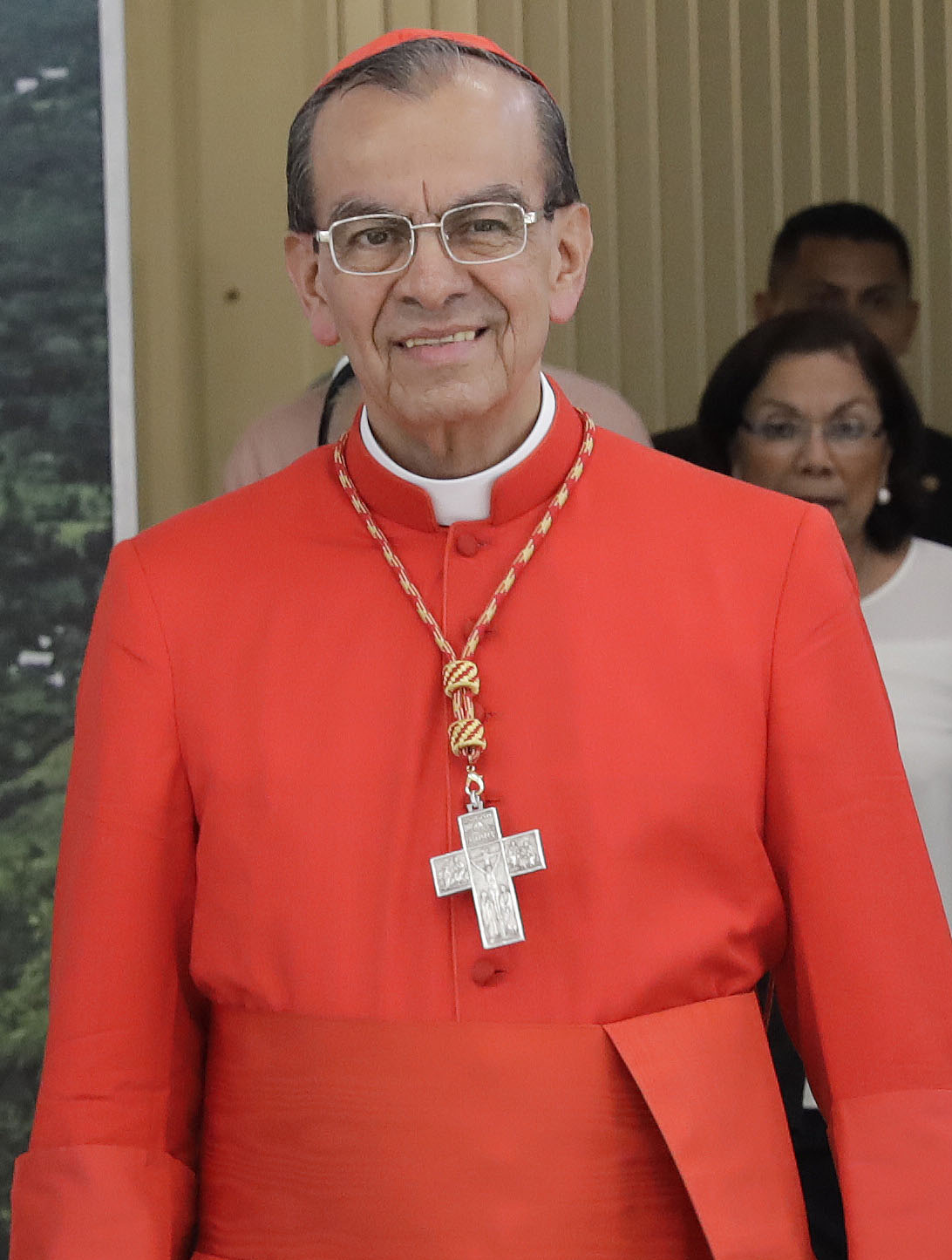
Kardinál Gregorio Rosa Chávez, pomocný biskup arcidiecéze San Salvador

Nejčastěji je pomocný biskup jmenován zejména v případech, kdy je diecéze příliš velká či lidnatá na to, aby všechny povinnosti zvládl jediný biskup. Dalším případem je situace, kdy stávající biskup potřebuje výpomoc z jiného důvodu (např. protože mu postavení biskupa přisuzuje další společenské a státnické povinnosti nebo protože mu jeho zdravotní stav už neumožňuje plné nasazení, ale z nějakého důvodu zůstává v úřadu). V pravoslaví bývá preferován termín biskup vikář, nebo vikární biskup. V katolické církvi se nejčastěji užívá označení pomocný biskup. 

## Činnost
Činnost pomocného biskupa je často vymezena pro určitou část diecéze nebo určitou škálu činností. Běžný pomocný biskup nemá právo nástupnictví, ovšem v případě, že zde není nikdo s takovým právem, mohou být pomocní biskupové zvažováni Svatým stolcem jako obzvlášť vhodní kandidáti.
Každý pomocný biskup je zároveň se jmenováním jmenován titulárním biskupem.

## Biskup koadjutor
Zvláštním druhem pomocného biskupa je arci/biskup koadjutor (arci/biskup spolusprávce), který má automatické právo nástupnictví po sídelním biskupovi (stává se sídelním arci/biskupem automaticky poté, co ten odstoupí nebo zemře) a může mít i značně širší pravomoci než standardně ustanovený pomocný biskup.